# Sertaconazol
Sertaconazol ist ein Arzneistoff aus der Gruppe der Imidazol-Antimykotika, der zur Behandlung oberflächlicher Pilzinfektionen der Haut eingesetzt wird. Neben seinem breiten Wirkungsspektrum (gegen Hefen, Dermatophyten, Staphylokokken, Streptokokken, Fusarium, Aspergillus) zeichnet sich Sertaconazol aufgrund seiner hohen Lipophilie (Log P = 6,2) durch eine lange Persistenz in den lipophilen Bereichen der Haut (Stratum corneum und Stratum lucidum) aus.

## Wirkungen
Sertaconazol besitzt fungizide, fungistatische, entzündungshemmende sowie Juckreiz stillende Wirkungen.
Die antimykotische Hauptwirkung von Sertaconazol beruht auf der Hemmung des Enzyms Lanosterin-Demethylase, das für die Synthese von Ergosterin, einem Bestandteil der Zellmembranen der Pilze, eine wichtige Rolle spielt.
Die Juckreiz stillende Wirkung von Sertaconazol wird über Prostaglandin D2 vermittelt und ist in ihrer Ausprägung und Stärke mit der Wirkung von Hydrocortison vergleichbar.

## Therapeutische Anwendung
Sertaconazol wird nur geringfügig resorbiert, nach dermaler Gabe von bis zu 16 g Creme (320 mg Wirkstoff) fanden sich bei Probanden keine messbaren Plasmaspiegel (Bestimmungsgrenze 25 ng/ml). In einer Studie zur Pharmakokinetik von Sertaconazol konnte nach mehreren Tagen äußerlicher Anwendung kein Wirkstoff in Blut- oder Urinproben von Probanden nachgewiesen werden. Daraus kann man schließen, dass der Wirkstoff beim Menschen praktisch nicht resorbiert wird. Pharmazeutisch verwendet wird Sertaconazol als Nitratsalz.
Es wird hauptsächlich topisch als Creme oder Spray (Lösung) zur Behandlung von Pilzinfektionen der Haut durch Hefen oder Dermatophyten angewendet. Gegen Dermatophyten (die Haupterreger von Fußpilz) wirkt Sertaconazol in therapeutischen Dosen sowohl fungistatisch als auch fungizid. Unter einer Behandlung mit Sertaconazol treten als Nebenwirkungen sehr selten (d. h. bei weniger als einem von 10.000 Patienten) Hautreizungen wie Rötung, Brennen und Juckreiz auf.

## Stereochemie
Sertaconazol enthält ein Stereozentrum und besteht aus zwei Enantiomeren. Hierbei handelt es sich um ein Racemat, also ein 1:1-Gemisch von (R)- und der (S)-Form:
| Enantiomere von Sertaconazol | Enantiomere von Sertaconazol |
| ---------------------------- | ---------------------------- |
| CAS-Nummer: 583057-48-1      | CAS-Nummer: 583057-51-6      |

## Handelspräparate
- Mykosert (D), Zalaïn (D), Dermofix (ES), Ertaczo (USA)